# Welterbe in Indonesien

Zum Welterbe in Indonesien gehören (Stand 2023) zehn UNESCO-Welterbestätten, darunter sechs Stätten des Weltkulturerbes und vier Stätten des Weltnaturerbes. Indonesien ist der Welterbekonvention 1989 beigetreten, die ersten vier Welterbestätten wurden 1991 in die Welterbeliste aufgenommen. Die bislang letzte Welterbestätte wurde 2023 eingetragen, eine Stätte steht auf der Roten Liste des gefährdeten Welterbes.

## Welterbestätten
Die folgende Tabelle listet die UNESCO-Welterbestätten in Indonesien in chronologischer Reihenfolge nach dem Jahr ihrer Aufnahme in die Welterbeliste (K – Kulturerbe, N – Naturerbe, K/N – gemischt, (G) – auf der Liste des gefährdeten Welterbes).
| Bild                                                                                                  | Bezeichnung                                                                                           | Jahr | Typ   | Ref. | Beschreibung |
| --- | --- | ---- | ----- | ---- | --- |
| Nationalpark Ujun Kulon                                                                               | Nationalpark Ujun Kulon (Lage)                                                                        | 1991 | N     | 608  | Der Nationalpark Ujung Kulon liegt an der Südwestspitze der Insel Java. Die Welterbestätte umfasst auch das nördlich davon gelegene Naturschutzgebiet Krakatau. |
| Nationalpark Komodo                                                                                   | Nationalpark Komodo (Lage)                                                                            | 1991 | N     | 609  | Der Nationalpark Komodo liegt im Bereich der Kleinen Sunda-Inseln. Ursprünglich wurde er zum Schutz der Komodowarane gegründet, diese leben nur hier. |
| Tempelanlagen von Prambanan                                                                           | Tempelanlagen von Prambanan (Lage)                                                                    | 1991 | K     | 642  | |
| Tempelanlagen von Borobudur                                                                           | Tempelanlagen von Borobudur (Lage)                                                                    | 1991 | K     | 592  | |
| Paläontologische Stätte Sangiran                                                                      | Paläontologische Stätte Sangiran                                                                      | 1996 | K     | 593  | Die Ausgrabungsstätte befindet sich auf Java und ist etwa 48 km² groß. |
| Nationalpark Lorentz                                                                                  | Nationalpark Lorentz                                                                                  | 1999 | N     | 955  | |
| Erbe der tropischen Regenwälder von Sumatra                                                           | Erbe der tropischen Regenwälder von Sumatra                                                           | 2004 | N (G) | 1167 | Nationalpark Gunung Leuser, Nationalpark Kerinci-Seblat und Nationalpark Barisan Selatan |
| Kulturlandschaft der Provinz Bali: Das Subak-System als Manifestation der Tri Hita Karana-Philosophie | Kulturlandschaft der Provinz Bali: Das Subak-System als Manifestation der Tri Hita Karana-Philosophie | 2012 | K     | 1194 | Zum Subak-System auf der Insel Bali gehören der Verband der Landbesitzer, eine Anzahl von vielerorts terrassierten Reisfeldern (sawah) und das hierfür notwendige Bewässerungssystem. Die Welterbestätte umfasst ein Gebiet von 19.500 Hektar mit fünf Reisterrassen und ihren Wassertempeln. |
| Bergbauerbe der Zeche Ombilin in Sawahlunto                                                           | Bergbauerbe der Zeche Ombilin in Sawahlunto                                                           | 2019 | K     | 1610 | Kohlenbergbau um die Stadt Sawahlunto, gegründet von der niederländischen Kolonialmacht |
| Die kosmologische Achse von Yogyakarta und ihre historischen Wahrzeichen                              | Die kosmologische Achse von Yogyakarta und ihre historischen Wahrzeichen                              | 2023 | K     | 1671 | Die zentrale Nord-Süd-Achse von Yogyakarta, der Hauptstadt des teilautonomen Sultanats Yogyakarta, mitsamt einigen wichtigen historischen Bauten wie beispielsweise dem Palast. Erfüllte Kriterien für Weltkulturerbe: ii., iii.                                                              |

## Tentativliste
In der Tentativliste sind die Stätten eingetragen, die für eine Nominierung zur Aufnahme in die Welterbeliste vorgesehen sind.

### Aktuelle Welterbekandidaten
Mit Stand 2023 sind 18 Stätten in der Tentativliste von Indonesien eingetragen, die letzte Eintragung erfolgte 2017.
Die folgende Tabelle listet die Stätten in chronologischer Reihenfolge nach dem Jahr ihrer Aufnahme in die Tentativliste.
| Bild                                                       | Bezeichnung                                                        | Jahr | Typ | Ref. | Beschreibung |
| ---------------------------------------------------------- | ------------------------------------------------------------------ | ---- | --- | ---- | --- |
| Nationalpark Betung Kerihun                                | Nationalpark Betung Kerihun                                        | 2004 | N   | 1871 | Grenzüberschreitender Regenwald auf Borneo |
| (weitere Bilder)                                           | Nationalpark Bunaken (Lage)                                        | 2005 | N   | 2002 | |
| (weitere Bilder)                                           | Raja-Ampat-Inseln (Lage)                                           | 2005 | N   | 2003 | |
|                                                            | Nationalpark Taka Bone Rate                                        | 2005 | N   | 2005 | |
| (weitere Bilder)                                           | Nationalpark Wakatobi (Lage)                                       | 2005 | N   | 2006 | |
| (weitere Bilder)                                           | Derawan-Inseln                                                     | 2005 | N   | 2007 | |
| Traditionelle Siedlungen von Tana Toraja                   | Traditionelle Siedlungen von Tana Toraja                           | 2009 | K   | 5462 | Umfasst zehn traditionelle Siedlungen oder deren Teile wie Begräbnis- oder Zeremonialstätten im Regierungsbezirk Tana Toraja auf der Insel Sulawesi |
| Stätte von Bawomataluo                                     | Stätte von Bawomataluo (Lage)                                      | 2009 | K   | 5463 | traditionelle Siedlung im Süden der Insel Nias |
| Muara-Takus-Komplex                                        | Muara-Takus-Komplex                                                | 2009 | K   | 5464 | |
| Muaro-Jambi-Tempelkomplex                                  | Muaro-Jambi-Tempelkomplex                                          | 2009 | K   |      | |
| Trowulan – Ehemalige Hauptstadt des Königreiches Majapahit | Trowulan – Ehemalige Hauptstadt des Königreiches Majapahit         | 2009 | K   | 5466 | Die Stadt Trowulan auf der Insel Java war die Hauptstadt des von 1293 bis zum Anfang des 16. Jahrhunderts bestehenden Majapahit-Reiches |
| Prähistorische Höhlenstätten in Maros-Pangkep              | Prähistorische Höhlenstätten in Maros-Pangkep                      | 2009 | N   | 5467 | Höhlen mit prähistorischen Fundstätten im Kalksteingebirge Maros-Pangkep |
|                                                            | Sangkulirang–Mangkalihat-Karst: Gebiet prähistorischer Felsenkunst | 2015 | K   | 6009 | Stätten mit Felsbildern und Petroglyphen im Sangkulirang–Mangkalihat-Karst im Osten der Insel Borneo |
| Rathaus von Batavia (weitere Bilder)                       | Altstadt von Jakarta und vier vorgelagerte Inseln (Lage)           | 2015 | K   | 6010 | Das heutige Jakarta war unter der Bezeichnung Batavia bis zur Unabhängigkeit Indonesiens die Hauptstadt von Niederländisch-Indien. In den Vorschlag eingeschlossen sind die vor der Küste von Jakarta liegenden Inseln Onrust, Kelor, Cipir und Bidadari aus der Inselgruppe Seribu. |
| (weitere Bilder)                                           | Altstadt von Semarang                                              | 2015 | K   | 6011 | |
| Traditionelle Siedlungen in Nagari Sijunjung               | Traditionelle Siedlungen in Nagari Sijunjung                       | 2015 | K   |      | |
| Historische und marine Landschaft der Banda-Inseln         | Historische und marine Landschaft der Banda-Inseln                 | 2015 | N   | 6065 | Der 2005 eingereichte Vorschlag der Banda-Inseln als Naturerbestätte wurde 2015 durch einen Vorschlag für eine gemischte Kultur- und Naturerbestätte ersetzt. |
| Kebun Raya Bogor                                           | Kebun Raya Bogor                                                   | 2018 | K   | 6353 | Kebun Raya Bogor ist ein botanischer Garten in Bogor, der von den Niederländern Anfang des 19. Jahrhunderts angelegt wurde. |

### Ehemalige Welterbekandidaten
Diese Stätten standen früher auf der Tentativliste, wurden jedoch wieder zurückgezogen oder von der UNESCO abgelehnt.
Stätten, die in anderen Einträgen auf der Tentativliste enthalten oder Bestandteile von Welterbestätten sind, werden hier nicht berücksichtigt.
| Bild                                   | Bezeichnung                                           | Jahr      | Typ | Ref. | Beschreibung                                                                 |
| -------------------------------------- | ----------------------------------------------------- | --------- | --- | ---- | ---------------------------------------------------------------------------- |
| (weitere Bilder)                       | Nationalpark Lore Lindu (Lage)                        | 1991–1991 | K/N | 610  | Entscheidung 1991 vertagt                                                    |
| (weitere Bilder)                       | Antike Stadt Banten (Lage)                            | 1995–2015 | K   | 286  |                                                                              |
| Tempelkomplex Ratu Boko                | Tempelkomplex Ratu Boko                               | 1995–2015 | K   | 287  |                                                                              |
| Große Moschee von Demak                | Große Moschee von Demak (Lage)                        | 1995–2015 | K   | 289  | Moschee in der Altstadt von Demak, eine der ältesten Moscheen in Indonesien. |
| Waruga-Gräberkomplex                   | Waruga-Gräberkomplex                                  | 1995–2015 | K   | 292  |                                                                              |
|                                        | Komplex traditioneller Häuser und Megalithen in Ngada | 1995–2015 | K   | 293  |                                                                              |
| Hinduistischer Tempelkomplex Penataran | Hinduistischer Tempelkomplex Penataran                | 1995–2015 | K   | 294  |                                                                              |
| Hindutempel Sukuh                      | Hindutempel Sukuh                                     | 1995–2015 | K   | 295  |                                                                              |
| Pura Besakih                           | Pura Besakih (Lage)                                   | 1995–2015 | K   | 296  |                                                                              |
| Fort Belgica                           | Fort Belgica                                          | 1995–2015 | K   | 297  |                                                                              |
| Palastkomplex Pulau Penyengat          | Palastkomplex Pulau Penyengat                         | 1995–2015 | K   | 298  |                                                                              |
| Elefantenhöhle                         | Elefantenhöhle                                        | 1995–2015 | K   | 299  |                                                                              |
| Historischer Park Gunongan             | Historischer Park Gunongan                            | 1995–2015 | K   | 300  |                                                                              |